# Karl Litzmann

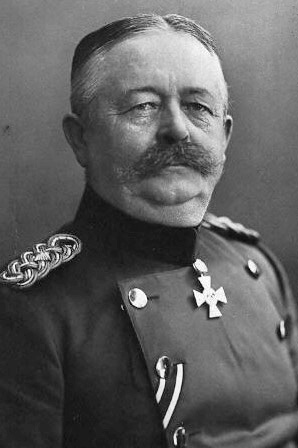
Karl Litzmann

Karl Litzmann (* 22. Januar 1850 in Neuglobsow; † 28. Mai 1936 ebenda) war ein preußischer General der Infanterie im  Ersten Weltkrieg,  später Politiker (NSDAP). Im Dezember 1932 eröffnete er als Alterspräsident den letzten frei gewählten Reichstag der Weimarer Republik.

## Leben und Wirken

### Familie und frühe Jahre
Die Familie Litzmann ist in Neuruppin und Umgebung seit Mitte des 16. Jahrhunderts nachweisbar und gehörte zu den dortigen Ratsgeschlechtern. Aus ihr gingen unter anderem die Berliner Bürgermeister Caspar (Bürgermeister ab 1695) und Johann Joachim Litzmann (Bürgermeister 1709–1712) hervor. Litzmanns Vater war der Inhaber eines Glashütten- und Waldgutsbesitzes in Neuglobsow am Großen Stechlinsee. Theodor Fontane erfuhr von diesem die Sage um den Stechlinsee, die ihn zu seinem Alterswerk Der Stechlin anregte.
Karl Litzmann schlug in seiner Jugend die Militärlaufbahn in der preußischen Armee ein und nahm 1870/71 am Krieg gegen Frankreich teil. Bis 1895 avancierte er zum Oberst und 1898 folgte die Beförderung zum Generalmajor. Von 1902 bis 1905 amtierte er als Direktor der Kriegsakademie. 1905 wurde er aufgrund von Meinungsverschiedenheiten mit dem Großen Generalstab vorzeitig in den Ruhestand versetzt.
Litzmanns Sohn Karl-Siegmund wurde wie dessen Vater Mitglied der SA und stieg 1941 zum Generalkommissar für Estland auf. Sein Enkel Walter Lehweß-Litzmann machte Karriere bei Luftwaffe und NVA. Seine Großnichte Ursula Litzmann wurde Fotografin.

### Erster Weltkrieg
Zu Beginn des Ersten Weltkriegs wurde Litzmann als Offizier reaktiviert und mit dem Kommando über die 3. Garde-Division betraut. Für seinen erfolgreichen Einsatz an der Ostfront, bei dem ihm unter dem Oberkommando von Reinhard von Scheffer-Boyadel Ende November 1914 aus bereits abgeschnittener Position im Kessel von Lowitsch bei minus 20 Grad in der Nähe der polnischen Stadt Brzeziny der Durchbruch durch die russische Front gelang, wurde ihm am 29. November 1914 der Pour le Mérite verliehen. Für die strategische Gesamtentwicklung der Ostfront war diese Schlacht in der Nähe von Łódź insofern von großer Bedeutung, weil durch ihren Ausgang der Vormarsch der russischen Truppen in Richtung auf Posen und Berlin aufgehalten wurde. Litzmann führte seither den Ehrentitel „Der Löwe von Brzeziny“.
1915 führte Litzmann das XXXX. Reserve-Korps in der Winterschlacht in Masuren (Rückeroberung von Ostpreußen) und eroberte die für uneinnehmbar gehaltene Festung Kowno durch kühne und strategisch versierte Truppenführung. Dafür erhielt er am 18. August 1915 das Eichenlaub zum Pour le Mérite. Den vom Kaiser angebotenen Adelstitel schlug er aus.

### Gegner der Weimarer Republik
Von der deutschen Niederlage 1918 und den Friedensbedingungen schockiert, lehnte Litzmann die Republik ab und stand im Lager der deutsch-nationalen Rechten. In seinem autobiografischen Werk Lebenserinnerungen (veröffentlicht 1927 und 1928) erklärte er das parlamentarische System für gescheitert. Eine nationale Wiedergeburt erfordere die Rückbesinnung auf „bismarckischen Geist“: Ein neuer Führer, der bislang noch nicht in Erscheinung getreten sei, werde das deutsche Volk aus seiner Not erretten und die Monarchie wiederherstellen.

Karl Litzmann

Innerhalb kurzer Frist änderte Litzmann seine Ansichten und trat zum 1. März 1930 der NSDAP bei (Mitgliedsnummer 202.315). Der Illustrierte Beobachter vermeldet seinen Eintritt bereits in der Ausgabe vom 9. November 1929. Zuvor hatte er sich bereits der SA angeschlossen. Sein Ansehen als General des Weltkriegs stellte er in den Dienst der Partei und trat als Wahlkampfredner auf. 1932 wurde er in den Preußischen Landtag gewählt, den er als Alterspräsident eröffnete. Mit der Auflösung des Landtages im Oktober 1933 erlosch sein Mandat.
Bei der Reichstagswahl November 1932 wurde er in den Reichstag gewählt und durfte ihn 82-jährig als Alterspräsident eröffnen. In seiner Rede vom 6. Dezember 1932 warf er Reichspräsident Paul von Hindenburg vor, „über die Zustände in Deutschland nicht im Klaren“ zu sein, und forderte die Ernennung Hitlers zum Reichskanzler. Bereits am 15. Dezember 1932 legte Litzmann sein Mandat nieder und beschränkte sich auf seinen Sitz im preußischen Landtag. Bei der Wahl am 5. März 1933 wurde er erneut in den Reichstag gewählt, verzichtete aber am 2. April 1933 wiederum aufgrund seines Landtagsmandates. Nach der unfreien Reichstagswahl November 1933 war er erneut Reichstagsabgeordneter bis zu seinem Tod 1936.
Ab Juli 1933 war er Mitglied in dem von Hermann Göring besetzten Preußischen Staatsrat. Litzmann gehörte zu Hitlers loyalen Gefolgsmännern. Am 2. Juli 1934, dem Tag nach dem sogenannten Röhm-Putsch, gehörte Litzmann zu Hitlers Gefolgschaft, als dieser sich wieder der Öffentlichkeit stellte.

### Ehrungen
1936 wurde Litzmanns Beisetzung in Neuglobsow als Staatsbegräbnis in Szene gesetzt.
Seit dem Wintersemester 1937/1938 bestand an der Technischen Hochschule Darmstadt eine Kameradschaft Litzmann des Nationalsozialistischen Deutschen Studentenbunds (vormaliges Corps Franconia Darmstadt im WSC).
Nach der Annexion des Warthelands erhielten die vormals polnischen Städte Łódź und Brzeziny zu Ehren von Karl Litzmann deutsche Bezeichnungen: Łódź wurde am 11. April 1940 in „Litzmannstadt“ umbenannt, während Brzeziny den Namen „Löwenstadt“ (Löwe von Brzeziny, siehe oben) erhielt. Mit dem Ende der deutschen Besetzung waren die Umbenennungen hinfällig.
Karl Litzmann war Ehrenbürger der Stadt Neuruppin. Diese Ehrenbürgerwürde wurde ihm 2007 aus politischen Gründen aberkannt. Das Berliner Friedrichs-Realgymnasium, an dem Litzmann 1866 sein Abitur gemacht hatte, trug von 1938 an seinen Namen, bevor es nach dem Zweiten Weltkrieg den Namen Leibniz-Schule erhielt.